# Mystic Production
Mystic Production ist eine polnische Plattenfirma und wurde im Jahre 1995 von Barbara Mikuła gegründet.

## Künstler (Auswahl)
- Acid Drinkers[1]
- Artrosis[2]
- Asgaard
- Behemoth
- Black River
- Blindead
- Brown
- Piotr Bukartyk
- Cemetery of Scream
- Christ Agony
- Chupacabras
- Cochise
- Coma
- Corruption
- Crionics
- D4D
- Digit All Love
- Farben Lehre
- Frontside
- Habakuk
- Hermh
- Hunter
- Iluzjon
- Indukti
- Michał Jelonek
- KAT
- KAT & Roman Kostrzewski
- Roman Kostrzewski
- KSU
- Gabriela Kulka
- L.Stadt
- Leniwiec
- Mademoiselle Karen
- Julia Marcell
- Wojtek Mazolewski
- Halina Mlynkova
- Młynarski Plays Młynarski
- Czesław Mozil
- None
- Oberschlesien
- Orkiestra Dni Naszych
- Maria Peszek
- Piotr Piasecki
- Pogodno
- Proghma-C
- Projekt Warszawiak
- Riverside
- Rootwater
- Sceptic
- Sorry Boys
- Stan Miłości i Zaufania
- Tesco Value
- The Saintbox
- Thy Disease
- Tides From Nebula
- Totentanz
- Grzegorz Turnau
- UnSun
- Vader
- Vesania
- Virgin Snatch
- Większy Obciach
- Zacier

Quelle:

## Veröffentlichungen (Auswahl)
- 1995: Emperor – In the Nightside Eclipse
- 1995: Abigor – Nachthymnen (From the Twilight Kingdom)
- 1995: Summoning – Minas Morgul
- 1995: Katatonia – Dance of December Souls
- 1996: Zyklon-B/Swordmaster – Blood Must Be Shed/Wrath of Times (Split-MC)
- 1996: Dark Funeral – The Secrets of the Black Arts
- 1996: Satyricon – Nemesis Divina
- 1996: Darkthrone – Total Death
- 1996: Arcturus – Aspera hiems symfonia
- 1996: Mysticum – In the Streams of Inferno
- 1996: Darkthrone – Goatlord
- 1996: Mayhem – Live in Leipzig
- 1996: Dimmu Borgir – Stormblåst
- 1997: Summoning – Dol Guldur
- 1997: Mayhem – De Mysteriis Dom Sathanas
- 1997: Ulver – Bergtatt – Et Eeventyr i 5 Capitler
- 1997: Emperor – Anthems to the Welkin at Dusk
- 1997: Burzum – Dauði Baldrs
- 1997: Mayhem – Wolf’s Lair Abyss
- 1997: Arcturus – La Masquerade Infernale
- 1997: Burzum – Hvis lyset tar oss
- 1997: Judas Priest – Jugulator
- 1998: Ulver – Kveldssanger
- 1998: Falkenbach – …Magni blandinn ok megintiri…
- 1998: Verschiedene Künstler – In Conspiracy with Satan – A Tribute to Bathory
- 1998: Opeth – My Arms, Your Hearse
- 1998: Ulver – Themes from William Blake’s The Marriage of Heaven and Hell
- 1998: Rhapsody – Legendary Tales
- 1998: Rhapsody – Symphony of Enchanted Lands
- 1998: Nightwish – Oceanborn
- 1999: Slayer – Show No Mercy
- 1999: Dimmu Borgir – For all tid
- 2000: Children of Bodom – Hatebreeder
- 1999: Satyricon – Intermezzo II
- 1999: Satyricon – Rebel Extravaganza
- 1999: The Kovenant – Animatronic
- 1999: Die Toten Hosen – Crash-Landing
- 1997: Burzum – Hliðskjálf
- 2000: Verschiedene Künstler – Moonfog 2000 – A Different Perspective
- 2000: Children of Bodom – Follow the Reaper
- 2000: Motörhead – We Are Motörhead
- 2000: Ulver – Perdition City – Music to an Interior Film
- 2001: Judas Priest – Demolition
- 2001: Megadeth – The World Needs a Hero
- 2001: Nightwish – Over the Hills and Far Away
- 2002: Motörhead – Hammered
- 2002: Arcturus – The Sham Mirrors
- 2003: Anthrax – We’ve Come for You All
- 2003: The Kovenant – SETI
- 2012: Lao Che – Powstanie Warszawskie